# Іріе Тосіо
Іріе Тосіо (5 листопада 1911 — 8 травня 1974) — японський плавець.
Призер Олімпійських Ігор 1932 року, учасник 1928 року.